# Diidrojasmonato di metile
Il diidrojasmonato di metile è un estere contenente anche un gruppo chetonico. Noto principalmente con nomi commerciali quali Hedione, Kharismal, Paradisone e altri, è una fragranza sintetica caratterizzata da un odore caldo e floreale di gelsomino con una freschezza agrumata. Onnipresente in profumeria, viene usato anche in cosmetici e altri prodotti per la cura della persona e della casa. Prodotto industrialmente su larga scala, ne vengono commercializzate più di 10000 tonnellate l'anno.

## Storia
Nel 1957 la ditta Firmenich mandò il chimico Edouard Demole a Parigi presso il laboratorio del Prof. Edgar Lederer per studiare componenti olfattivi ancora sconosciuti del gelsomino. Durante questi studi Demole isolò per la prima volta il jasmonato di metile. Questo composto ha un odore molto simile a quello del gelsomino, ma la sua sintesi risultò troppo costosa per un utilizzo commerciale. Tuttavia, nel corso della caratterizzazione del jasmonato di metile, Demole sintetizzò vari altri composti simili, tra i quali il diidrojasmonato di metile, denominato Hedione, che possedeva anch'esso un odore simile a quello del gelsomino. Hedione aveva il vantaggio che si poteva ottenere a partire dal ciclopentanone, un sottoprodotto industriale economico. La sintesi di Hedione fu messa a punto nel 1959 e brevettata nel 1960.
Inizialmente Hedione era molto costoso (1000 CHF/kg) e l'uso fu limitato a profumi di alta gamma. Il primo, creato dal profumiere Edmond Roudnitska, fu Eau Sauvage (Dior, 1966) che conteneva circa il 2% di Hedione. Migliorando i processi di sintesi il prezzo calò e Hedione fu usato nei profumi in quantità sempre maggiori; alcuni esempi sono Charlie (Revlon, 1973; 7%), Samsara (Jean-Paul Guerlain, 1990; 16,3%), Cristalle (Chanel, 1993; 26%), fino ad arrivare a Odeur 53 (Comme des Garçons, 1998; 65%). «Oggi Hedione è onnipresente in profumeria, non solo nelle fragranze pregiate».

## Presenza in natura
Il composto è presente in piccola quantità in vari frutti, vegetali e altri prodotti naturali. Alcuni esempi sono: ribes rosso, mango, rabarbaro, ginseng, kiwi, e paprica. Le quantità massime contenute in questi prodotti sono tuttavia minori di 1 mg/kg, e quindi il prezzo del composto di origine naturale è troppo elevato per essere di interesse commerciale.

## Proprietà
La molecola di diidrojasmonato di metile possiede due centri chirali e di conseguenza sono possibili quattro stereoisomeri. I termini cis e trans usati nella figura si riferiscono alla configurazione delle due catene laterali rispetto all'anello. Le forme trans sono favorite termodinamicamente, e il prodotto commerciale grezzo contiene approssimativamente 10% delle forme cis e 90% delle forme trans.

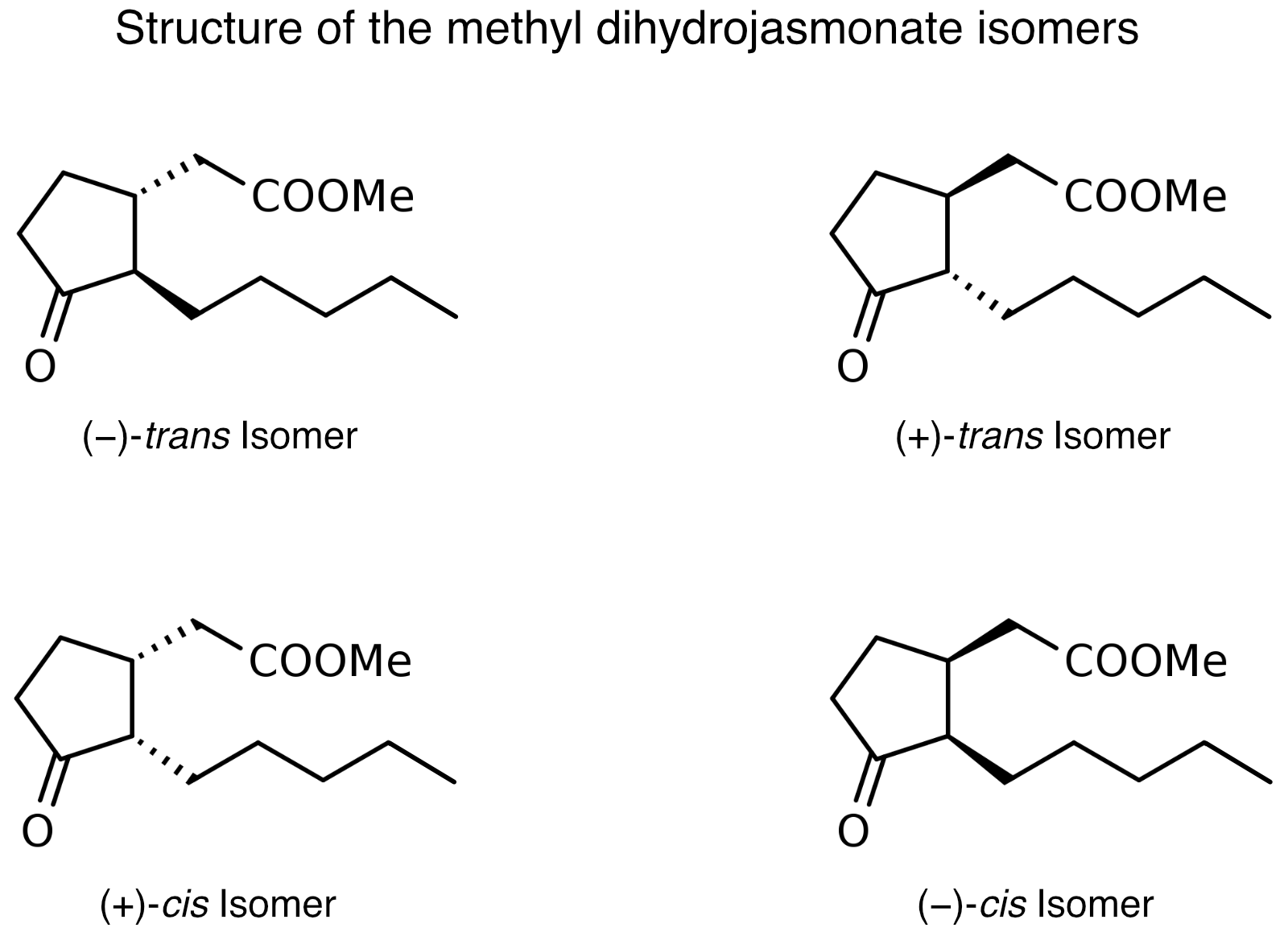
Isomeri del diidrojasmonato di metile

I vari stereoisomeri hanno proprietà olfattive differenti, con i due diastereoisomeri cis che hanno un odore notevolmente più forte dei trans. Di conseguenza sono stati sviluppati vari processi di sintesi per massimizzare la resa degli isomeri cis. La tabella illustra come la maggior quantità di isomero cis faccia diminuire la soglia olfattiva (ottenendo un profumo più intenso) in diversi prodotti commerciali.
| Prodotto   | Rapporto cis/trans | Soglia olfattiva (ng/L) |
| ---------- | ------------------ | ----------------------- |
| Hedione    | 10/90              | 0,280                   |
| Kharismal  | 60/40              | 0,046                   |
| Paradisone | 94/6               | 0,015                   |

## Sintesi
La figura seguente illustra schematicamente la sintesi industriale del diidrojasmonato di metile a partire dal ciclopentanone, un sottoprodotto industriale economico. Il ciclopentanone viene addizionato con pentanale tramite una condensazione aldolica; poi si addiziona dimetil malonato tramite una reazione di Michael. Infine una decarbossilazione porta al diidrojasmonato di metile grezzo (10% cis e 90% trans).

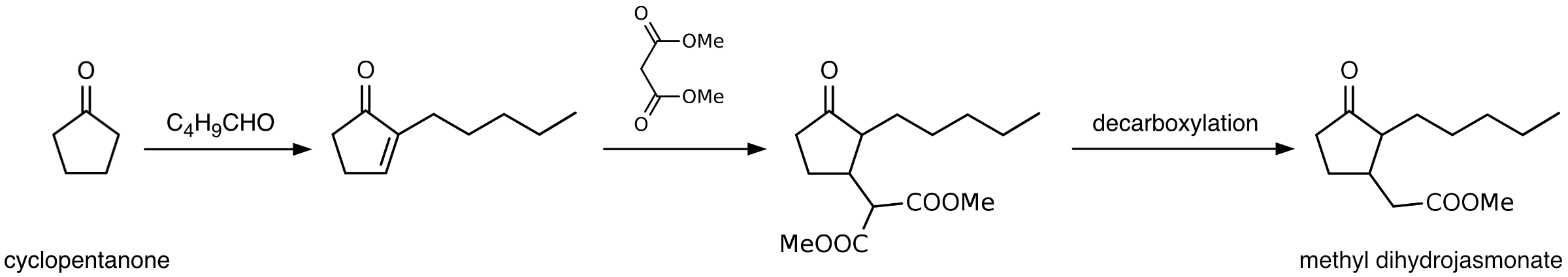
Schema del processo industriale di sintesi del diidrojasmonato di metile

## Effetti biologici
È stato osservato che il diidrojasmonato di metile attiva il recettore di feromoni umani VN1R1 presente nella mucosa nasale; usando tecniche di risonanza magnetica funzionale si è visto che la risposta cerebrale all'odorante è 10 volte maggiore nelle donne rispetto agli uomini.
Si è inoltre visto che la presenza di diidrojasmonato di metile nell'aria (anche in quantità non direttamente percepibili) rafforza la reciprocità sociale durante giochi di simulazione economica. Di fronte ad azioni positive i partecipanti al test tendevano a rispondere in modo più cooperativo rispetto alla stessa situazione in assenza dell'odorante. Al contrario, di fronte ad azioni negative i partecipanti reagivano più sfavorevolmente.

## Tossicità / Indicazioni di sicurezza
Sono stati condotti numerosi studi per valutare la sicurezza d'impiego del diidrojasmonato di metile, concludendo che il composto è sicuro nell'ambito degli usi esaminati.